# Орнитиноаланин
Орнитиноаланин — бифункциональная аминокислота, представляющая собой гибрид орнитина с аланином. Образуется при щелочном гидролизе белков из гистидина и аланина. В щелочной среде происходит деградация гистидина до орнитина, который взаимодействуя с дегидроаланином даёт орнитиноаланин.
Орнитиноаланин как и лизиноаланин образуется при тепловой обработке пищи, но в гораздо меньших количествах.
В пептидных последовательностях обозначается Oal.